# Южные Сандвичевы острова
Ю́жные Са́ндвичевы острова́ (англ. South Sandwich Islands) — субантарктический архипелаг, расположенный в Южной Атлантике в 570 км к юго-востоку от Южной Георгии, состоящий из 11 небольших островов вулканического происхождения и множества мелких островков и скал. Архипелаг, район которого иногда относят к Южному океану, является восточной границей моря Скоша.
Административно являются частью заморской территории Великобритании Южная Георгия и Южные Сандвичевы Острова (то есть принадлежат Великобритании, но не являются её частью). Аргентина предъявляет территориальные претензии на острова, но вместе с Фолклендами и Южной Георгией (никогда отдельно).

## Общие сведения
Южные Сандвичевы острова занимают площадь 310 км², протяжённость от о. Завадовского до о-вов Саутерн-Туле составляет 410 км. Острова сложены, в основном, молодыми вулканическими породами. Высшая точка — Белинда (гора) (1372 м) на Монтагью, крупнейшем острове архипелага.

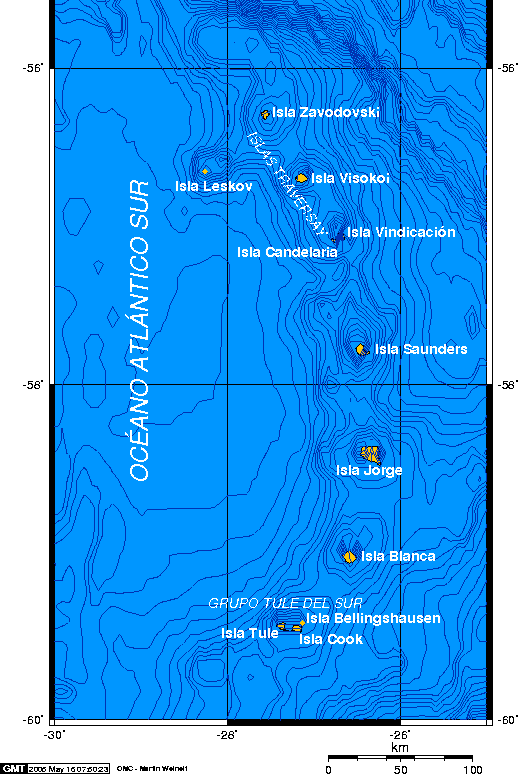
Южные Сандвичевы острова

Острова гористы, постоянно покрыты снегом и ледниками. Архипелаг расположен вдоль Южно-Сандвичевого жёлоба и является частью Южно-Антильского хребта. Островная дуга расположена в сейсмически активной зоне. Так, 30 июня 2008 года, произошло землетрясение магнитудой 7,0, эпицентр которого находился в 280 км к восток-северо-востоку от о. Бристол. По данным геологической службы США, 15 июля 2013 года произошло землетрясение магнитудой 7,3, эпицентр которого располагался в 216 км к юго-юго-востоку от о. Бристол. Также на островах имеются действующие вулканы.
Климат субантарктический, погода ветреная, пасмурная с частыми осадками в течение всего года. Иногда на острова вторгаются холодные воздушные массы из Антарктиды. Температура в течение года — около 0 °С. Абсолютный максимум +17,7 °C, абсолютный минимум −29,8 °C (по данным метеонаблюдений, проводившихся на о-вах Саутерн-Туле). Дрейфующие морские льды окружают острова с середины мая по конец ноября. Цветковые растения практически не распространены, в основном — мхи и лишайники.
На островах — колонии птиц (в том числе пингвинов), лежбища тюленей.
Список островов архипелага Южные Сандвичевы острова:
| №                                      | Остров (русск.)                   | Остров (англ.)                          | Площадь, км²            | Наивысшая точка, м                | Координаты                |
| -------------------------------------- | --------------------------------- | --------------------------------------- | ----------------------- | --------------------------------- | ------------------------- |
| Архипелаг Траверсе (Traversay Islands) |                                   |                                         |                         |                                   |                           |
| 1                                      | Отмель Протектор (Подводная гора) | Protector Shoal                         | —                       | -27 м (89 футов)                  | 55°54′ ю. ш. 28°06′ з. д. |
| 2                                      | Остров Завадовского               | Zavodovski Island                       | 25 км2 (9,7 кв. миль)   | гора Асфиксия 550 м (1800 футов)  | 56°18′ ю. ш. 27°34′ з. д. |
| 3                                      | Остров Лескова                    | Leskov Island                           | 0,3 км2 (0,12 кв. миль) | Раддер-Пойнт 190 м (620 футов)    | 56°40′ ю. ш. 28°08′ з. д. |
| 4                                      | Остров Высокий                    | Visokoi Island                          | 35 км2 (14 кв. миль)    | гора Ходсон 915 м (3002 футов)    | 56°42′ ю. ш. 27°13′ з. д. |
| Острова Кандлмас (Candlemas Islands)   |                                   |                                         |                         |                                   |                           |
| 5                                      | Кандлмас                          | Candlemas Island (Candelaria) (исп.)    | 14 км2 (5,4 кв. миль)   | гора Андромеда 550 м (1800 футов) | 57°05′ ю. ш. 26°39′ з. д. |
| 6                                      | Уиндикейшн                        | Vindication Island (Vindicación) (исп.) | 5 км2 (1,9 кв. миль)    | пик Куадрант 430 м (1410 футов)   | 57°06′ ю. ш. 26°47′ з. д. |
| Сентрал (Central islands)              |                                   |                                         |                         |                                   |                           |
| 7                                      | Сондерс                           | Saunders Island                         | 40 км2 (15 кв. миль)    | гора Маикль 990 м (3250 футов)    | 57°48′ ю. ш. 26°28′ з. д. |
| 8                                      | Монтагью                          | Montagu Island (Jorge) (исп.)           | 110 км2 (42 кв. миль)   | Белинда 1370 м (4490 футов)       | 58°25′ ю. ш. 26°23′ з. д. |
| 9                                      | Бристол                           | Bristol Island (Blanca) (исп.)          | 46 км2 (18 кв. миль)    | гора Дарнли 1100 м (3600 футов)   | 59°03′ ю. ш. 26°30′ з. д. |
| Саутерн-Туле (Southern Thule)          |                                   |                                         |                         |                                   |                           |
| 10                                     | Остров Беллинсгаузена             | Bellingshausen Island                   | 1 км2 (0,39 кв. миль)   | пик Басилиск 255 м (837 футов)    | 59°25′ ю. ш. 27°05′ з. д. |
| 11                                     | Кук                               | Cook Island                             | 20 км2 (7,7 кв. миль)   | гора Хармер 1115 м (3658 футов)   | 59°26′ ю. ш. 27°09′ з. д. |
| 12                                     | Туле                              | Thule Island                            | 14 км2 (5,4 кв. миль)   | гора Ларсен 710 м (2330 футов)    | 59°27′ ю. ш. 27°18′ з. д. |
| 13                                     | Банка Высокая                     | Vysokaya Bank                           | —                       | -89 м (292 футов)                 | 59°43′ ю. ш. 27°58′ з. д. |
|                                        | Всего                             |                                         | 310 км2 (120 кв. миль)  | Белинда 1370 м (4490 футов)       |                           |

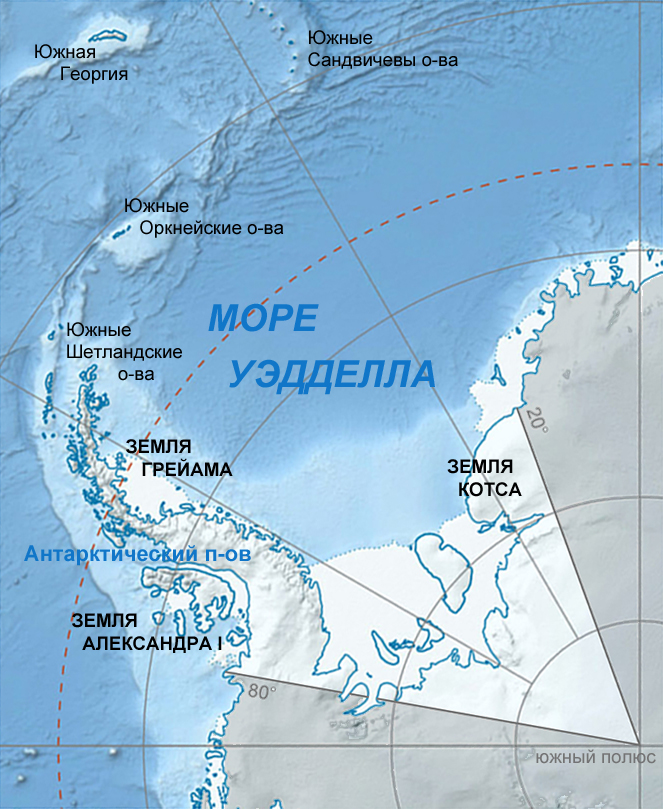
Южные Сандвичевы острова как одна из британских Зависимых территорий Фолклендских островов

Острова архипелага разделяют следующие проливы (с севера на юг): Остров Завадовского — Пролив Траверсе (46 км) — Остров Высокий — Пролив Брауна (46 км) — Острова Кандлмас — Пролив Шеклтона (73 км) — Сондерс — Пролив Ларсена (65 км) — Монтагью — Пролив Биско (55 км) — Бристол — Пролив Форстера (49 км) — Саутерн-Туле.

## История
Кто первым открыл архипелаг, доподлинно неизвестно. Первое исследование датировано 1775 годом во время экспедиции Дж. Кука, который назвал их Землёй Сандвича в честь Первого лорда британского Адмиралтейства. В 1819 году острова были исследованы экспедицией под руководством Ф. Беллинсгаузена и М. Лазарева. Обойдя Землю Сандвича с восточной стороны, они установили, что это архипелаг, поэтому решили переименовать «землю» в Южные Сандвичевы острова. В группе этих островов были открыты острова Лескова, Завадовского и Торсона, которые были названы в честь участников экспедиции лейтенанта А. Лескова, капитан-лейтенанта И. Завадовского и капитан-лейтенанта К. Торсона (последний в дальнейшем был переименован в остров Высокий в связи с участием Торсона в восстании декабристов). Группа из трёх вновь открытых островов была названа в честь тогдашнего морского министра России островами Маркиза де Траверсе.

## Население
Постоянное население отсутствует, летом острова посещают научные экспедиции.

## Острова в литературе
Герои романа Жюля Верна «Ледяной сфинкс» высаживаются на Южных Сандвичевых островах — о. Бристол и о. Туле.